# U.S. 뉴스 & 월드 리포트

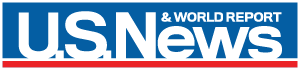
로고

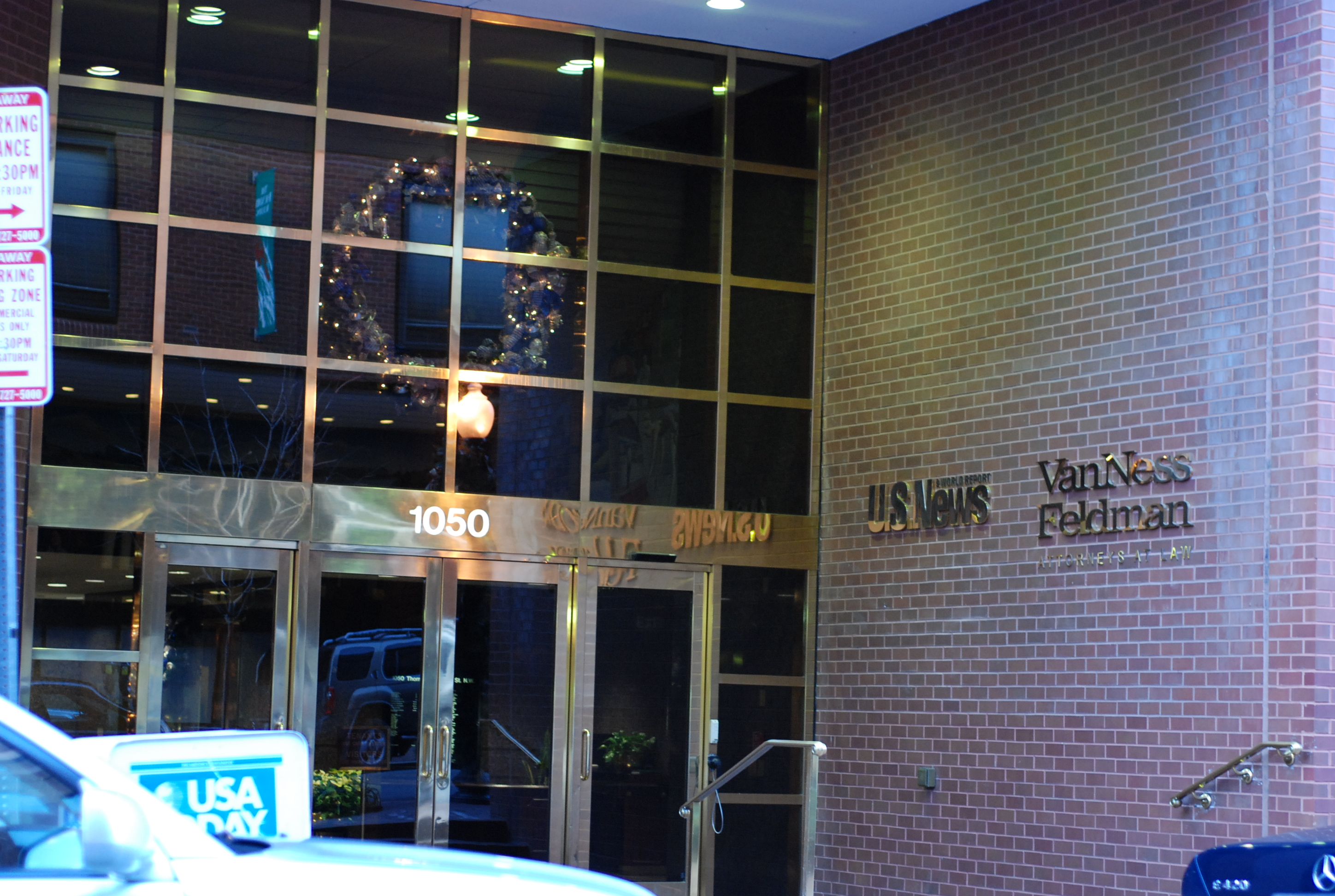
워싱턴 D.C.에 위치한 본사

《U.S. 뉴스 & 월드 리포트》(U.S. News & World Report)는 주간 미국 뉴스매거진이다. 원래 이름은 United States News였으나, 월드 리포트(World Report)와 병합하면서 이름이 바뀌었다. 현재 회사의 발행인이자 소유주는 모티머 주커만이다.

## 개요
U.S. 뉴스 & 월드 리포트의 편집 인원은 워싱턴 D.C.에 위치해 있지만 실제 소유주는 뉴욕시의 데일리 뉴스 건물에 위치한 U.S.News & World Report, L.P.이다. 1933년에 United States News로 설립되었으며, 1948년에 World Report와 합병하였다. 데이비드 로런스(1888~1973년)가 이 잡지를 만든 사람이며 그의 직원에게 이 잡지를 팔았다.
주된 경쟁사로는 《타임》지와 《뉴스위크》지가 있다.
공식적으로 "U.S."와 "News & World Report" 사이에 공백은 없다. 출판사의 제목은 "U.S.News & World Report"이다. 그러나 "U.S. News"와 같은 짧은 형태에는 공백이 들어간다.
2010년 인쇄물 형식의 잡지 발행을 중단하고 디지털 형태의 발행으로 전환하였다.

## 대학 순위 평가 기관
U.S. 뉴스 & 월드 리포트의 인지도가 높아진 이유 중 하나가 바로 대학들의 순위를 매기는 기관으로서의 인식이 높아지고서부터다. 초기에 미국 대학만을 순위를 매겨 줄 세웠지만, 2014년부터는 세계 대학 순위를 발표하기 시작하였다. 미국에서는 사실상 가장 메이저한 대학 평가 기관이자 미국을 포함한 북미 교육계, 수험생들, 학부모들, 언론들이 입시에 가장 자주 참고하는 지표이다. 전 세계적으로 가장 우수한 대학들이 대부분 미국에 소재하고 있어 이 기관의 대학 순위는 세계적인 인지도와 신뢰를 쌓아가고 있다.

## 참조
1. ↑  “usnews.com - About U.S. News & World Report”. 2008년 4월 5일에 원본 문서에서 보존된 문서. 2008년 4월 14일에 확인함.
2. ↑  “December issue will be our last printed monthly sent to subscribers”. 《Poynter Online》. 2010년 11월 5일. 2010년 11월 6일에 원본 문서에서 보존된 문서. 2010년 11월 5일에 확인함.

## 같이 보기
- 리드 칼리지 : 《U.S. 뉴스 & 월드 리포트》의 대학 평가를 거부하거나 비판 의견을 개진했다.